# 于肯霍爾河
51°20′13″N 8°36′55″E / 51.3369081°N 8.6152455°E
于肯霍爾河（德語：Jückenhohl），是德國的河流，位於該國西部，處於北萊茵-威斯特法倫州，屬於布雷姆克河的左支流，河道全長1.6公里，流域面積1.1平方公里。